# Sylvia Schlettwein
Sylvia Schlettwein (* 16. November 1975 in Omaruru, Südwestafrika) ist eine namibische Schriftstellerin, Übersetzerin und Sprachwissenschaftlerin.

## Leben und Werk
Schlettwein ist in Omaruru im damaligen Südwestafrika geboren und wuchs dort, in Katima Mulilo und Stellenbosch auf. Sie besuchte die Deutsche Höhere Privatschule Windhoek. Ihre Muttersprache ist Deutsch, ihre Werke schreibt sie auf Englisch, Deutsch und Afrikaans. Sie studierte in Kapstadt, Stuttgart und Lyon und schloss ihr Studium mit einem Magister in Germanistik ab.
Schlettwein schreibt Kurzgeschichten und Gedichte, fungiert als Herausgeberin und als Übersetzerin der Werke anderer namibischer Autoren und beteiligt sich an öffentlichen Diskussionen über namibische Literatur und die deutsche Kolonialgeschichte Namibias.
Ab 2013 war sie Dozentin für Fremdsprachen an der International University of Management in der Hauptstadt Windhoek. Im Jahr 2012 nahm sie an der 3. Schreibwerkstatt der ugandischen FEMRITE, eines internationalen Schriftstellervereins mit Sitz in Kampala, teil. Im November 2020 nahm sie an der Jury eines Schreibwettbewerbs des Goethe-Instituts Namibia teil. Im Jahr 2020 beteiligte sie sich virtuell an einer Veranstaltung des Deutschen Literaturarchivs in Marbach am Neckar durch ein interaktives Gespräch über das Thema Diversität in der namibischen Literatur.
Sie ist Tochter des Politikers Calle Schlettwein.

## Werke (Auswahl)
Gedichte, Kurzgeschichten
- Mit Isabella Morris. Bullies, Beasts & Beauties. Wordweaver Publishing House, Windhoek, 2012, ISBN 978-99916-878-0-3; auch als E-Book veröffentlicht.
- Mother of the Beast. In: Summoning the Rains: African women on patriarchy. (3rd FEMRITE Regional Residency for African Women Writers). Hrsg.: Hilda Twongyeirwe und Ellen Banda-Aaku. Femrite, Kampala 2012, ISBN 978-9970-700-25-7.
- Ape shit. In: Terra incognita: new short speculative stories from Africa. Hrsg.: Nerine Dorman. Short Story Day Africa, South Africa; Modjaji Books, Oxford 2015, ISBN 978-1-920590-99-4.
- Weihnachten. In: Every December – Namibian Christmas – Stories, Reflections, Poems. Kuiseb Publishers, Windhoek 2017, ISBN 978-99945-76-53-1.
- Birth right. In: My heart in your hands: poems from Namibia. Hrsg.: Naitsikile Iizyenda und Jill. Kinahan. University of Namibia Press, Windhoek 2020, ISBN 978-99916-42-57-4.

Aufsätze und Memoiren
- Here I stand. In: Here we stand!: reflecting on 500 years of reformation in Namibia. United Church Council-Namibia, Windhoek 2017, ISBN 978-99945-85-18-2.
- When the colonised imperialists go post-colonial : Namibian-German literature since independence. In: Writing Namibia: Literature in Transition. Hrsg.: Helen Vale und Sarala Krishnamurthy. Project Muse, Baltimore, Md., 2018, ISBN 978-99916-42-34-5. JSTOR
- Katima: Eine Kindheit in Namibia. Palmato Publishing, Wedel 2021, ISBN 978-3-946205-39-5.

Übersetzungen
- Mari Serebrov, mit Illus. von Romeo Sinkala. Jahohora and first day = Jahohora nejuva etenga = Johohora und der erste Tag. Wordweaver, Windhoek 2014, ISBN 978-99945-82-11-2.
- E. Müller: Im Netz des Krokodils. Wordweaver Publishing, Windhoek 2015, ISBN 978-99945-82-07-5. (Kinderbuch)
- Anna Mandus. Light and shadow in Namibia everyday life in a dream country. Palmato Publishing, Hamburg 2016, ISBN 978-3-946205-07-4. (Übersetzt aus dem Deutschen)
- Anna Mandus. Oppikoppi on Safari in Namibia. Palmato Publishing, Hamburg 2019, ISBN 978-3-946205-10-4. Übersetzt aus dem Deutschen.

Herausgeberschaft
- Mit Erika von Wietersheim. Fotos von Christine Skowski. Hauptsache Windhoek: fast drei Dutzend Geschichten und Gedichte. Wordweaver, Windhoek 2013, ISBN 978-99916-889-1-6.